# Kurt Luedde-Neurath

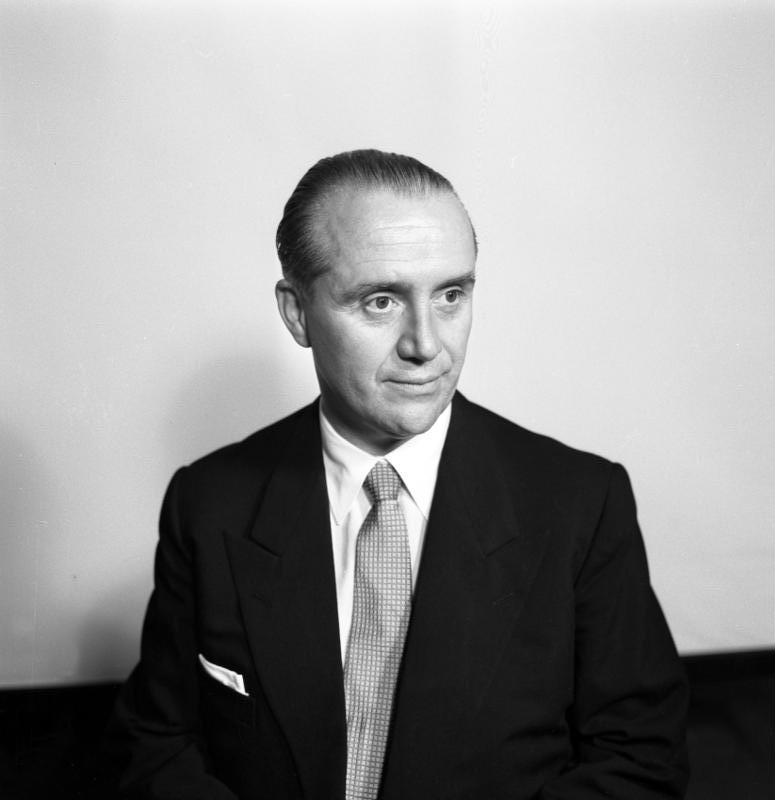
Porträt Kurt Luedde-Neurath (September 1958)

Kurt Luedde-Neurath (* 19. Februar 1911 in Château-Salins; † 12. Juli 1984 in Freiburg im Breisgau) war ein deutscher Diplomat.

## Leben
Er studierte Rechtswissenschaften in Freiburg im Breisgau, Innsbruck und Breslau. Nach den bestandenen beiden Staatsexamen trat er 1938 in den Auswärtigen Dienst ein. Als Attaché war Luedde-Neurath zunächst im Auswärtigen Amt in Berlin tätig. Am 20. Juni 1937 beantragte er die Aufnahme in die NSDAP und wurde rückwirkend zum 1. Mai desselben Jahres aufgenommen (Mitgliedsnummer 4.745.122). Von 1933 bis 1939 war er Mitglied der SA.
Zwischen 1939 und 1941 war er Attaché an der deutschen Botschaft in Tokio. Danach war er dort bis zum Ende des Zweiten Weltkrieges Legationssekretär. Seit 1944 war er mit Ingeborg (geb. Schneewind) verheiratet. Mit dieser hatte er drei Kinder. Sein jüngerer Bruder Walter Lüdde-Neurath (1914–1990) war Korvettenkapitän bei der Kriegsmarine und wurde im September 1944 Adjutant des Großadmirals Dönitz; seine in dieser Funktion erstellten Tagebuchaufzeichnungen gelten als bedeutendes Zeitzeugnis der Regierung Dönitz.
Kurt Luedde-Neurath kehrte 1947 nach Deutschland zurück und ging zunächst in die Privatwirtschaft.
Über seine Entnazifizierung ist nichts bekannt. Zeitweise arbeitete er in einem Textilhandelsunternehmen in Lörrach, das von der Familie seiner Frau betrieben wurde.
Im Jahr 1950 kehrte er in den Staatsdienst zurück und war zunächst für das im Bundeskanzleramt angesiedelte Organisationsbüro für den Aufbau von konsularisch-wirtschaftlichen Auslandsvertretungen tätig. Im Jahr 1951 erhielt er den Titel eines Legationsrates erster Klasse und ging zurück ins Auswärtige Amt in Bonn.
Von 1953 bis 1956 arbeitete er im franquistischen Spanien als Konsul erster Klasse am deutschen Generalkonsulat in Barcelona. Von 1958 bis 1963 war Luedde-Neurath Gesandter in Haiti, wo er die Anfangsjahre der Duvalier-Diktatur miterlebte. Im Jahr 1963 wurde er Vortragender Legationsrat erster Klasse im Auswärtigen Amt und leitete das Ostblockreferat in der Politischen Abteilung des Amtes.
Seit 1966 war er deutscher Vertreter in Indonesien, wo er die antikommunistischen Massaker beobachtete. Ab 1968 war Luedde-Neurath Botschafter in Neuseeland. Im September 1970 tauschte er diesen Posten mit Eckard Briest und wechselte auf dessen bisherigen Botschafterposten nach Uruguay.
Im Vorfeld der Umwälzungen in Chile in der Endphase der Volksfrontregierung unter Salvador Allende wurde Luedde-Neurath im Frühjahr 1973 zum Botschafter in Santiago de Chile ernannt, wo er am 11. September 1973, dem Tag des Militärputsches, bereits akkreditiert war. Vor dem Hintergrund der gravierenden Menschenrechtsverletzungen des neu installierten antikommunistischen Militärregimes unter General Augusto Pinochet äußerte er die Einschätzung, dass die humanitären Möglichkeiten umso größer seien, „desto mehr wir die Schnauze halten“.
1975 trat er in den Ruhestand.
Luedde-Neurath erhielt 1969 das Bundesverdienstkreuz 1. Klasse.

## Bewertung
Das Auswärtige Amt schickte frühere Nationalsozialisten unter den Diplomaten während des Kalten Krieges bevorzugt in rechtsgerichtete Autokratien, die dem westlichen Block nahestanden, während unbelastete Beamte eher in westlichen Demokratien eingesetzt wurden. Die diplomatische Karriere Luedde-Neuraths wird als beispielhaft für diese Praxis angeführt. „Wenngleich sich derartige Diplomaten nun zur Demokratie bekannten, erklärt ihre Vergangenheit sicher mit, warum sie so erstaunlich viel Verständnis für das autoritäre Handeln in diesen Ländern mitbrachten und die dortige Verfolgung von Sozialisten weitgehend tolerierten.“
Im April 2016 hat Bundesaußenminister Frank-Walter Steinmeier wegen der Sektensiedlung Colonia Dignidad in Chile jahrelange gravierende Versäumnisse des Auswärtigen Amtes und des damaligen Botschaftspersonals eingeräumt. „Von den sechziger bis in die achtziger Jahre haben deutsche Diplomaten bestenfalls weggeschaut – jedenfalls eindeutig zu wenig für den Schutz ihrer Landsleute in dieser Kolonie getan“.